# پل شاپور
پل شاپور یا پل شاهپور بر روی رودخانه اوتجون در اراضی چای باغ و ۵۰ متری جانب شرقی جاده شیرگاه به قائمشهر واقع شده‌است و گفته می‌شوددر دوره حکومت صفویه احداث گردید.

## جایگاه
پل شاهپور در کناره راه شیرگاه به علی‌آباد ـ از توابع سوادکوه شمالی بخش نارنجستان ـ بنا گردیده‌است.

## معماری
پل شاپور دارای یک دهانه بزرگ میانی با طاق جناغی و یک دهانه کوچکتر فرعی است. همچنین در بالای پایه‌ها، دهانه‌های کوچکتری ساخته‌اند. پایه‌ها در جهت مخالف جریان آب به صورت مثلثی شکل داده شده‌اند. سطح گذر پل از محل تیزه طاق بزرگ به طرفین دارای شیب نسبتاً ملایمی است. مصالح مورد استفاده در ساختمان پل، سنگ و ملات ساروج است. این پل بر روی رودخانه اوتجون در اراضی چای باغ و ۵۰ متری جانب شرقی جاده شیرگاه به قائم شهر واقع شده و احتمالاً مربوط به دوران قاجار می‌باشد. جالب اینکه شما در فصل برداشت انجیر می‌توانید از درختچه‌ای که از لای آجرها و بتن‌های پل (روی پل) رشد نموده انجیر بچینید.

## نگارخانه

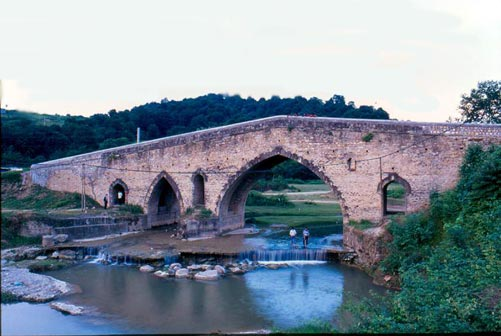